# 157. logistični bataljon Slovenske vojske
157. logistični bataljon je bataljon Slovenske vojske, ki je zadolžen za vojaško-logistično podporo delovanja enot in poveljstev Slovenske vojske.

## Zgodovina
Bataljon je nastal s preoblikovanjem 157. logistične baze.

## Organizacija
- poveljstvo,
- poveljniško-logistični vod,
- enota za oskrbo,
- enota tehničnih skladišč,
- transportna četa,
- enota tehničnega vzdrževanja II. in III. stopnje,
- enota za intervencijsko vzdrževanje infrastrukture,
- enota za vzdrževanje streliva,
- fizikalno-kemijski laboratorij.